# Фрідріх Маттес
Не плутати з політиком!
Фрідріх Маттес (нім. Friedrich Matthes; 17 жовтня 1881, Берлін — 16 грудня 1950, Гамбург) — німецький офіцер, контрадмірал крігсмаріне. Кавалер Німецького хреста в сріблі.

## Біографія
13 квітня 1898 року вступив в кайзерліхмаріне. Учасник Першої світової війни, займав різні адміністративні технічні посади. 9 березня 1920 року звільнений у відставку, проте того ж дня повернувся на флот як цивільний співробітник. 1 липня 1934 року повернувся на військову службу.
З 4 жовтня 1937 року — головний консультант управління морського озброєння і консультант кадрового управління ОКМ. З 7 листопада 1939 по 4 травня 1943 року — начальник відділу закупівлі, постачання, адміністрування і технічного обслуговування морських озброєнь і спорядження Управління морських озброєнь ОКМ. З 13 січня 1943 року — начальнику управлінської групи з питань закупівлі, адміністрування та поповнення артилерійської зброї та боєприпасів, засобів захисту від диму та газу, артилерійських арсеналів Головного управління морських озброєнь ОКМ. 17 квітня 1944 року переданий в розпорядження головнокомандувача крігсмаріне. 31 липня 1944 року звільнений у відставку.

## Звання
- Корабельний юнга (13 квітня 1898)
- Оберматрос (1 липня 1901)
- Феєрверкермат (1 жовтня 1904)
- Оберфеєрверкермат (1 серпня 1908)
- Феєрверкер (1 лютого 1913)
- Оберфеєрверкер (3 червня 1916)
- Феєрверкер-лейтенант (28 червня 1916)
- Старший технічний секретар (1 квітня 1920)
- Феєрверкер-оберлейтенант запасу (12 квітня 1920)
- Старший урядовий інспектор (1 березня 1928)
- Міністерський управлінський службовець (1 червня 1932)
- Капітан-лейтенант (1 липня 1934)
- Корветтен-капітан (1 липня 1935)
- Фрегаттен-капітан (1 лютого 1938)
- Капітан-цур-зее (1 листопада 1939)
- Контрадмірал (1 лютого 1943)

## Нагороди
- Китайська медаль в бронзі (5 вересня 1901)
- Медаль «За вислугу років» (Пруссія)
  - 2-го класу (12 років)
  - 1-го класу (15 років; 18 січня 1914)
- Залізний хрест
  - 2-го класу (22 березня 1916)
  - 1-го класу (3 лютого 1920)
- Хрест «За вислугу років» (Пруссія) (25 років; 25 березня 1920)
- Почесний хрест ветерана війни з мечами (1935)
- Медаль «За вислугу років у Вермахті»
  - 4-го, 3-го, 2-го і 1-го класу (25 років; 2 жовтня 1936) — отримав 4 нагороди одночасно.
  - особливого класу (40 років; 1939)
- Медаль «У пам'ять 1 жовтня 1938 року» (1939)
- Медаль «У пам'ять 22 березня 1939 року» (1940)
- Хрест Воєнних заслуг
  - 2-го класу з мечами (30 січня 1941)
  - 1-го класу з мечами (1942)
- Орден «Святий Олександр», командорський хрест з мечами на кільці (Третє Болгарське царство; 1942)
- Німецький хрест в сріблі (17 травня 1944)